# Börnsen
Börnsen là một đô thị thuộc huyện Lauenburg, trong bang Schleswig-Holstein, nước Đức. Đô thị Börnsen có diện tích 8,42 km², dân số thời điểm 31 tháng 12 năm 2006 là 3864 người.